# Сергее-Фёдоровка
Серге́е-Фёдоровка — село в Октябрьском районе Амурской области, Россия. Входит в Новомихайловский сельсовет.

## География
Село Сергее-Фёдоровка стоит в 3 км от правого берега реки Завитая (левый приток Амура).
Дорога к селу Сергее-Фёдоровка идёт на юг от районного центра Октябрьского района села Екатеринославка, расстояние (через Троебратку и Новомихайловку), расстояние — 26 км.
Расстояние до административного центра Новомихайловского сельсовета села Новомихайловка — 5 км.
На юго-запад от села Сергее-Фёдоровка (вниз по правому берегу реки Завитая) идёт дорога к сёлам Степановка (нежилое) и Харьковка.

## Население
| 2002 | 2010 | 2012 | 2013 | 2014 | 2015 | 2016 |
| ---- | ---- | ---- | ---- | ---- | ---- | ---- |
| 185  | ↘139 | ↘130 | ↗132 | ↘131 | ↘130 | ↘127 |
| 2017 | 2018 |      |      |      |      |      |
| ↘123 | ↘119 |      |      |      |      |      |

## История
Село основано в 1908 г. под названием Березань. В советский период переименовано в Сергее-Фёдоровку, в память о погибших красных партизанах — Сергея Халамейды, Федора Ганжи и Сергея Плахотнюка.

## Инфраструктура
- Сельскохозяйственные предприятия Октябрьского района.